# Mastophora pesqueiro
Mastophora pesqueiro är en spindelart som beskrevs av Levi 2003. Mastophora pesqueiro ingår i släktet Mastophora och familjen hjulspindlar. Inga underarter finns listade i Catalogue of Life.